# Adapalen
Adapalen ist ein synthetisches Naphthoesäure-Derivat und den Retinoiden der dritten Generation (polyaromatische Retinoide) zuzuordnen.

## Einsatzgebiet
Adapalen findet topische Anwendung in der Aknetherapie. Als Arzneistoff ist es in Europa, Australien und Nordamerika zugelassen; Gel- und Cremezubereitungen werden angeboten. Zur verbesserten Wirksamkeit bei Acne vulgaris wurde eine Gel-Formulierung in Kombination mit Benzoylperoxid entwickelt.

## Wirkungen
Adapalen wirkt komedolytisch und antiinflammatorisch. Klinische Studien zeigten einen im Vergleich zum Tretinoin rascheren Wirkungseintritt bei gleichzeitig besserer Verträglichkeit. Dies wird durch eine besonders hohe Affinität zu den Retinoid-Rezeptoren im Ausführungsgang des Talgdrüsenfollikels erklärt.

## Nebenwirkungen
Hautrötungen, Wärmegefühl, Austrocknung und Juckreiz können auftreten.

## Wechselwirkungen
Eine Kombination mit den gängigen Antibiotika bei der Aknebehandlung, insbesondere Erythromycin und Clindamycin, zeigte bislang keine Wechselwirkungen. Adapalen ist im Gegensatz zu anderen Retinoiden photostabil, nicht phototoxisch und auch nicht photosensibilisierend.

## Schwangerschaft und Stillzeit
Systemische Aufnahme nennenswerter Wirkstoffmengen über die Haut ist nicht zu erwarten. Vom Einsatz während der Schwangerschaft und Stillzeit wird dennoch abgeraten, da die Unbedenklichkeit bislang nicht hinreichend untersucht wurde.

## Handelsnamen
Monopräparate
Differin (D, A, CH), Dipalen (D)
Kombinationspräparate
Epiduo (D, A, CH)